# Patty Berg
Patricia Jane (Patty) Berg (Minneapolis, 13 februari 1918 – Fort Myers, 10 september 2006) was een Amerikaans golfprofessional en een van de oprichtster van de Ladies Professional Golf Association (LPGA).
In de jaren 1940, 1950 en 1960 golfte Berg op de LPGA Tour waar ze 60 golftoernooien won waarvan 15 majors. In 1951 werd ze opgenomen op de World Golf Hall of Fame.

## Loopbaan
Berg werd geboren in de Amerikaanse stad Minneapolis, Minnesota, waar ze op de Universiteit van Minnesota verbleef. In 1931 maakte ze kennis met het golfsport en begon haar amateurcarrière in 1934 waar ze ook in haar debuutjaar het Minneapolis City Championship won. Later won ze nog drie keer het Titleholders Championship, dat later door de LPGA erkend werd als een major.
Na het winnen van 29 amateurtoernooien, werd Berg een golfprofessional in 1940. Tijdens de Tweede Wereldoorlog was ze luitenant bij de marine. In 1948 hield ze samen met andere golfsters om de Ladies Professional Golf Association (LPGA) op te richten en ze was tevens de eerste voorzitster van die golforganisatie.
Tijdens haar golfcarrière als professional won ze op de LPGA Tour 57 toernooien waarvan 12 majors. De majors die ze won waren het Women's Western Open (1941, 1943, 1948, 1951, 1955, 1956 & 1957), het US Women's Open (1946) en het Titleholders Championship (1948, 1953, 1955 & 1957).
In 1951 werd Berg opgenomen op de World Golf Hall of Fame. In de jaren 1970 richtte de LPGA met de Patty Berg Classic, een golftoernooi dat naar haar werd vernoemd.
In december 2004 maakte Berg bekend dat de ziekte van Alzheimer bij haar was vastgesteld en 21 maanden later overleed ze in Fort Myers aan die ziekte.

## Prestaties

### Professional
LPGA Tour
| Jaar | # | Toernooien |
| ---- | - | --- |
| 1937 | 1 | Titleholders Championship (als een amateur) |
| 1938 | 1 | Titleholders Championship (als een amateur) |
| 1939 | 1 | Titleholders Championship (als een amateur) |
| 1941 | 3 | Women's Western Open, North Carolina Open, New York Invitational |
| 1943 | 2 | Women's Western Open, All American Open |
| 1945 | 1 | All American Open |
| 1946 | 4 | Northern California Open, Northern California Medal Tournament, Pebble Beach Open, US Women's Open                                                                          |
| 1947 | 3 | Northern California Open, Pebble Beach Open, Northern California Medal Tournament                                                                                           |
| 1948 | 3 | Titleholders Championship, Women's Western Open, Hardscrabble Open |
| 1949 | 3 | Tampa Open, Texas PGA Championship, Hardscrabble Open |
| 1950 | 3 | Eastern Open, Sunset Hills Open, Hardscrabble Women's Invitational |
| 1951 | 5 | Sandhills Women's Open, Pebble Beach Weathervane, New York Weathervane, 144 Hole Weathervane, Women's Western Open                                                          |
| 1952 | 3 | New Orleans Women's Open, Richmond Open, New York Weathervane |
| 1953 | 7 | Jacksonville Open, Titleholders Championship, New Orleans Women's Open, Phoenix Weathervane (gelijkspel met Louise Suggs), Reno Open, All American Open, World Championship |
| 1954 | 3 | Triangle Round Robin, World Championship, Ardmore Open |
| 1955 | 6 | St. Petersburg Open, Titleholders Championship, Women's Western Open, All American Open, World Championship, Clock Open                                                     |
| 1956 | 2 | Dallas Open, Arkansas Open |
| 1957 | 5 | Havana Open, Titleholders Championship, Women's Western Open, All American Open, World Championship                                                                         |
| 1958 | 2 | Women's Western Open, American Women's Open |
| 1960 | 1 | American Women's Open |
| 1962 | 1 | Muskogee Civitan Open |

De majors worden in het vet weergegeven.
Overige
- 1944: Pro-Lady Victory National (met Johnny Revolta)
- 1950: Orlando Two-Ball (met Earl Stewart)
- 1954: Orlando Two-Ball (met Pete Cooper)

## Teamcompetities
Amateur
- Curtis Cup ( USA): 1936 (gelijkspel), 1938 (winnaars)